# The Devil You Know
The Devil You Know é o primeiro e único álbum de estúdio da banda britânica Heaven & Hell, lançado em abril de 2009 pela Rhino Records. Seu vocalista, Ronnie James Dio, faleceu no dia 16 de maio de 2010, encerrando assim a banda.
The Devil You Know chegou ao top 10 das paradas musicais em sua primeira semana de lançamento, estreado na posição 8 da Billboard 200, com 30 mil cópias vendidas.

## Precedentes
Em 2006, o então vocalista Ronnie James Dio do Black Sabbath gravou três novas canções,  "The Devil Cried", "Shadow of the Wind" e "Ear in the Wall" para a coletânea musical intitulada The Dio Years (2007). O guitarrista inglês Tony Iommi  disse que as faixas foram feitas porque sentiu que não valia a pena lançar gravações de estúdio da era Dio e então compuseram e gravaram novas músicas. Para seu lançamento, "The Devil Cried" foi publicada como single promocional.  Originalmente Dio declarou que após gravar estas canções esperava deixar o grupo e voltar com sua banda solo,  e que "outro álbum do Sabbath" era "a última coisa que tinha em mente". Iommi comentou que o Heaven & Hell concordou em fazer um novo disco enquanto estavam em sua tour no Japão em 2007. A banda começou a trabalhar no disco antes e depois dos concertos da Metal Masters Tour nas casas de Dio e Iommi, respectivamente. Cada membro enviou CDs para ele. Iommi descreveu-o na época como "realmente bom, bastante potente".

## Título e capa
A capa é uma adaptação do quadro de Per Øyvind Haagensen intitulado Satan. Mostra os números 25 e 41. Geezer Butler mencionou em uma entrevista que os números referem-se ao verso de Mateus 25:41 na Bíblia, que fala sobre o Juízo Final: "aqueles que estão sentados  do lado esquerdo de Deus será arremessado ao Inferno". Também explicou que o título é uma referência ao nome da banda, de quando os fãs os conheciam como Black Sabbath. Quando estavam finalizando a capa, o grupo escolheu suas duas favoritas, mas teve dificuldade em decidir qual seria a definitiva. A segunda dá destaque ao logotipo tradicional do diabo do Black Sabbath. A capa alternativa foi disponibilizada nas lojas Walmart dos Estados Unidos.

## Faixas
Todas as canções compostas por Butler, Dio e Iommi.
| N.º            | Título                  | Duração |  |
| 1.             | "Atom & Evil"           | 05:15   |  |
| 2.             | "Fear"                  | 04:48   |  |
| 3.             | "Bible Black"           | 06:30   |  |
| 4.             | "Double the Pain"       | 05:25   |  |
| 5.             | "Rock & Roll Angel"     | 06:25   |  |
| 6.             | "The Turn of the Screw" | 05:02   |  |
| 7.             | "Eating the Cannibals"  | 03:37   |  |
| 8.             | "Follow the Tears"      | 06:12   |  |
| 9.             | "Neverwhere"            | 04:35   |  |
| 10.            | "Breaking into Heaven"  | 07:03   |  |
| Duração total: | Duração total:          | 54:52   |  |

## Formação
- Ronnie James Dio - vocal
- Tony Iommi - guitarra
- Geezer Butler - baixo
- Vinny Appice - bateria

## Desempenho nas paradas
| Críticas profissionais | Críticas profissionais |
| Avaliações da crítica  | Avaliações da crítica  |
| Fonte                  | Avaliação              |
| ---------------------- | ---------------------- |
| allmusic               | [ 13 ]                 |
| Blabbermouth.net       | 8.5/10                 |
| Sputnikmusic           | [ 14 ]                 |
| IGN                    | 7.9/10                 |
| Metal Hammer           | 9/10                   |

| Parada musical (2009)                  | Posição |
| -------------------------------------- | ------- |
| Áustria (Ö3 Austria Top 40)            | 37      |
| Bélgica (Ultratop Flandres)            | 84      |
| Canadá (Billboard)                     | 24      |
| Dinamarca (Hitlisten)                  | 26      |
| Países Baixos (Dutch Charts)           | 38      |
| Finlândia (Suomen virallinen lista)    | 5       |
| França (SNEP)                          | 53      |
| Alemanha (Offizielle Deutsche Charts)  | 17      |
| Noruega (VG-lista)                     | 15      |
| Polónia (ZPAV)                         | 20      |
| Espanha (PROMUSICAE)                   | 95      |
| Suécia (Sverigetopplistan)             | 8       |
| Suíça (Schweizer Hitparade)            | 31      |
| Reino Unido (Official Albums Chart)    | 21      |
| Estados Unidos (Billboard 200)         | 8       |
| Estados Unidos (Top Hard Rock Albums)  | 1       |
| Estados Unidos (Top Rock Albums)       | 3       |
| Estados Unidos (Top Tastemaker Albums) | 2       |